# 수산 바드르
수산 바드르(아랍어: سوسن بدر, 영어: Sawsan Badr, 1957년 7월 2일 ~ )는 이집트의 배우이다. 제34회 카이로 국제 영화제에서 여우주연상을 받았다.

## 출연 작품
- 러스트 (2011)
- 678 (2010)
- 세헤라자데, 내게 말해줘 (2009)
- 자르기와 붙이기 (2006)
- 두니아 (2005)
- 아담의 가을 (2002)
- 더 클로즈드 도어 (1999)